# 四月法
四月法（しがつほう）あるいは三月法（さんがつほう）は、ハンガリー王国を近代化して、議会民主主義、国民国家にすることを目的としてコシュート・ラヨシュにより制定された法律である。
命令的な要綱には、人民の国軍によるハンガリーの統制、国家予算、ハンガリーの対外政策、および農奴制の撤廃が含まれていた。法案は1848年3月に、ポジョニ（プレスブルグ、現在はスロバキアのブラチスラバ）の議会で可決され、1848年4月11日に同市内のプリマティア宮殿でハンガリー国王フェルディナーンド5世（オーストリア皇帝フェルディナント1世）が署名した。1848年に、新しい若いオーストリアの君主フランツ・ヨーゼフ1世は、法的な権限なしで任意に法律を取り消した。ハンガリーは、「アウスグライヒ（妥協）」成立まで対外的な自律性がなく、それが第一次世界大戦におけるハンガリーの立場に影響を与えた。1867年のオーストリア・ハンガリー帝国の妥協案の交渉中に、革命議会の四月法（9番目と10番目の点に基づく法律を除く）がフランツ・ヨーゼフ1世によって受け入れられた。

## 十二か条
保守派（大抵はほとんどの改革に反対していた）は、古い封建議会でかろうじて過半数すれすれを維持していて、改革派のリベラルはコシュート・ラヨシュとセーチェーニ・イシュトヴァーンの考えで分かれていた。しかし、選挙の直前に、フェレンツ・デアークが「十二か条」の共通政策の下で全てのリベラルの再統合に成功した。改革派のいわゆる「十二か条」は、四月法の支配的な原則になった。
1. 報道の自由（弾劾と検閲官庁の廃止）
2. 責任のある内閣（単純な王による大臣の任命の代わりに、大臣と政府は議会で任命、あるいは罷免されねばならない）
3. 議会の年次開催（王に召集された、限られた目的の開催の代わりに）
4. 法の下の市民的および宗教的平等（庶民と貴族を分ける法律の廃止。貴族の合法的な特権の廃止。緩和された寛容の代わりに完全な宗教の自由。（カトリック）国教の廃止）
5. 国軍（ハンガリー国軍の創設。改革中、国軍は警察のように法と秩序を保った）
6. 税負担の分担（貴族の免税廃止。貴族の税関と関税免除の廃止）
7. ソケージ（英語版）廃止（封建制廃止。農奴制と奴隷身分の廃止）
8. 陪審員と代表者は平等に。（庶民が法廷の陪審員に選ばれることができ、所定の教育を受けていれば、行政や司法の最高レベルでも全ての人が役人になることができる）
9. 国立銀行の設立
10. 憲法支持を誓う軍隊、我々の兵士は海外に送られるべきではなく、外国の兵士は私たちの国を去るべきである。
11. 政治犯の解放
12. 連合（トランシルバニアと。オスマン帝国との戦争中に分離したハンガリー議会とトランシルヴァニア議会の再統合も含む）[5]